# Іст-Алтон (Іллінойс)
Іст-Алтон (англ. East Alton) — селище (англ. village) в США, в окрузі Медісон штату Іллінойс. Населення — 5786 осіб (2020).

## Географія
Іст-Алтон розташований за координатами 38°53′3″ пн. ш. 90°6′29″ зх. д. / 38.88417° пн. ш. 90.10806° зх. д. (38.884120, -90.107943).  За даними Бюро перепису населення США в 2010 році селище мало площу 14,41 км², з яких 13,80 км² — суходіл та 0,61 км² — водойми.

## Демографія
Згідно з переписом 2010 року, у селищі мешкала 6301 особа в 2762 домогосподарствах у складі 1600 родин. Густота населення становила 437 осіб/км².  Було 3051 помешкання (212/км²).
Расовий склад населення:
| - 95,2 % — білих - 1,9 % — чорних або афроамериканців - 0,3 % — азіатів - 0,2 % — корінних американців |

До двох чи більше рас належало 2,3 %. Частка іспаномовних становила 1,2 % від усіх жителів.
За віковим діапазоном населення розподілялося таким чином: 21,8 % — особи молодші 18 років, 62,7 % — особи у віці 18—64 років, 15,5 % — особи у віці 65 років та старші. Медіана віку мешканця становила 39,7 року. На 100 осіб жіночої статі у селищі припадало 99,3 чоловіків;  на 100 жінок у віці від 18 років та старших — 97,8 чоловіків також старших 18 років.
Середній дохід на одне домашнє господарство  становив 54 007 доларів США (медіана — 38 235), а середній дохід на одну сім'ю — 55 681 долар (медіана — 41 042). Медіана доходів становила 51 385 доларів для чоловіків та 31 477 доларів для жінок. За межею бідності перебувало 18,0 % осіб, у тому числі 29,7 % дітей у віці до 18 років та 5,4 % осіб у віці 65 років та старших.
Цивільне працевлаштоване населення становило 3110 осіб. Основні галузі зайнятості: освіта, охорона здоров'я та соціальна допомога — 18,3 %, роздрібна торгівля — 17,7 %, виробництво — 14,9 %.